# Hans-Günter Etterich
Hans-Günter Etterich (* 16. August 1951) ist ein ehemaliger Fußballspieler, der von 1971 bis 1974 für den VfL Bochum in der Fußball-Bundesliga 72 Spiele absolviert und dabei zehn Tore erzielt hat. 

## Laufbahn
Mit der A-Jugend des VfL Bochum gewann das Offensivtalent am 13. Juli 1969 die erstmals ausgespielte Deutsche Juniorenmeisterschaft im Fußball. Mit 5:3 Toren setzte sich Bochum gegen den 1. FC Saarbrücken durch, Etterich steuerte zwei Treffer zum Titelgewinn bei. Zur Meisterschaft des VfL in der Regionalligasaison 1970/71 leistete er in fünf Einsätzen unter Trainer Hermann Eppenhoff seinen Beitrag. Sein Debüt in der Fußball-Regionalliga West erlebte er durch die Einwechslung am 27. September 1970 beim Auswärtsspiel gegen den Lüner SV. In der Aufstiegsrunde zur Bundesliga wurde er drei Mal in den Spielen gegen den Karlsruher SC, VfL Osnabrück und Tasmania 1900 Berlin für Werner Balte eingewechselt. Er gehört damit der VfL-Aufstiegsformation 1971 in die Fußball-Bundesliga an. In der Bundesligarunde 1971/72 kam er erstmals am vierten Spieltag, den 1. September 1971, beim Auswärtsspiel gegen den 1. FC Kaiserslautern zum Zuge. An der Seite von Werner Balte, Dieter Fern, Hans-Werner Hartl, Werner Krämer und Hans Walitza absolvierte er 20 Bundesligaspiele und erzielte fünf Tore. Das VfL-Eigengewächs kam 1973/74 nochmals in 21 Bundesligapartien zum Zuge, erzielte dabei drei Treffer, nahm aber zur Runde 1974/75 das Angebot von Westfalia Herne aus dem westfälischen Amateurlager an und spielte zukünftig in der Verbandsliga Westfalen (Gruppe Südwest). 
Mit den Blau-Weißen vom Stadion am Schloss Strünkede feierte er umgehend vor DSC Wanne-Eickel und Sportfreunde Siegen die Staffelmeisterschaft, errang in zwei Spielen gegen SV Arminia Gütersloh die Westfalenmeisterschaft und setzte sich auch in der Aufstiegsrunde zur 2. Bundesliga Gruppe Nord gegen die Rivalen Spandauer SV und VfB Oldenburg überlegen mit 7:1 Punkten durch. Etterich erlebte das finanzielle Engagement des Mineralölkaufmanns Erhard Goldbach beim alten Oberliga West Club aus Herne, aber auch dessen Kollaps. Mit Mitspielern wie Jochen Abel, Søren Busk, Herbert Bals, Hugo Lütkebohmert, Klaus Scheer und Lutz Gerresheim, sowie seinen ehemaligen Bochumern Mitstreitern Hans-Jürgen Bradler und Klaus-Peter Kerkemeier und den Trainern Heinz Murach, Ivica Horvat und Gerhard Prokop absolvierte er von 1975 bis 1979 für Westfalia 89 Zweitligaspiele und erzielte dabei sechs Tore. Als während der Runde 1978/79 der finanzielle Crash eintrat und am Rundenende Herne sich als Tabellenfünfter aus dem bezahlten Fußball zurückzog, stellte er nach den ersten acht Hinrundenspielen seine Aktivität ein. Es folgte ein Intermezzo in Übersee, er spielte bei San Jose.
Während der Runde 1979/80 sprang er auf den „Abstiegszug“ bei den „Bergischen Löwen“ vom Stadion am Zoo, beim Wuppertaler SV. Vergeblich, der WSV schon im Vorjahr mit 30:46 Punkten nur glücklich als 17. der Tabelle in der 2. Liga geblieben (Herne Rückgabe der Lizenz und St. Pauli wurde die Lizenz entzogen), stieg mit 16:60 Punkten als Tabellenschlusslicht in das Amateurlager ab. In 14 Spielen hatte der Mann aus Bochum ein Tor für den Absteiger erzielt. Zur Runde 1980/81 nahm er ein Angebot aus der Gruppe Süd an, er unterschrieb am Bornheimer Hang und spielte damit für den FSV Frankfurt. Für die Mannschaft von Trainer Dietmar Schwager und an der Seite der Mitspieler Paul-Werner Hofmann (35 Spiele – 17 Tore) und Josef Sarroca absolvierte Etterich nochmals 25 Zweitligaspiele und erzielte vier Tore. Er kam mit dem FSV auf den 15. Rang, konnte sich aber damit nicht zur Runde 1981/82 für die neu eingeführte eingleisige 2. Bundesliga qualifizieren. 
Jetzt führte ihn sein Weg wieder in den Westen zurück. Er schloss sich 1981/82 TuS Schloß Neuhaus in der Amateuroberliga Westfalen an und feierte die Meisterschaft vor dem FC Gütersloh. In der Aufstiegsrunde zur 2. Bundesliga reichte in der Gruppe Nord der zweite Rang hinter BV Lüttringhausen um den Aufstieg zu bewerkstelligen. In der 2. Liga lief er 1982/83 für die Blau-Gelben aber nur noch in vier Spielen auf – Neuhaus kam auf dem 20. Rang ein und stieg ab – und beendete im Sommer 1983 seine höherklassige Spielerlaufbahn.